# Die Äneis
Die Äneis (Originaltitel: Eneide) ist ein Fernsehfilm von Franco Rossi aus dem Jahre 1971, in dem die Aeneis zur Darstellung gebracht wird. In Deutschland erfolgte die Ausstrahlung in vier Teilen am 5. November 1972. Der deutsche Anteil wurde von der Bavaria Film produziert. Als literarische Grundlage wurde die Aeneis von Vergil verwandt. Das Werk war zunächst als Miniserie konzipiert, wurde dann aber auch als Kinofilm herausgebracht. Bei späteren Ausstrahlungen wurde es in vier Folgen präsentiert.

## Inhalt
Ein furchtbarer Sturm, von der Göttin Juno gesandt, lässt die wenigen Trojaner, die vor Jahren dem Untergang ihrer Stadt entkamen, vor der Küste Karthagos stranden. Ihr König Äneas wird von den Seinen getrennt und wacht an einem einsamen Teil des Strandes aus seiner Bewusstlosigkeit auf. Da spricht seine Mutter, die Göttin Venus, zu ihm. Sie empfiehlt ihm, sich im Tempel dem Schutz des hier lebenden Volkes anzuvertrauen. Die Frau, deren Gestalt die göttliche Venus annahm, ist Anna, die Schwester der Königin Dido. Sie führt ihn zu ihrer Schwester, die selbst ein schweres Schicksal hinter sich hat – „Dido“ heißt „die Flüchtende“. Äneas wird immer noch von schrecklichen Visionen gepeinigt. Er spricht im Wahn. Dido und Anna, die Zeugen seiner Phantasien werden, berichten ihm endlich, dass auch noch andere aus dem furchtbaren Sturm errettet worden seien. Das Wiedersehen mit den meisten seiner Gefährten gibt Äneas wieder Mut. Von Dido und ihrem Rat aufgefordert, erzählt er im Kreise seiner Leidensgenossen, was ihnen in der langen Zeit seit dem Untergang Trojas bis heute widerfahren ist. Noch ist die Erzählung des Äneas nicht beendet. Er berichtet, wie zwischen den Trojanern Meinungsverschiedenheiten über die Deutung des Orakels ausbrachen. Sein Vater Anchises glaubt, das Orakel meine Kreta, wohin Äneas schließlich aufbricht. Die Reise endet furchtbar. In Kreta wütet die Pest. Entmutigt segelt man weiter ins Ungewisse. Unterwegs verliert Äneas seinen Vater. Mit dem Sturm, der sie an die Küste der Phöniker warf, beendet Äneas seine Erzählung vor Dido. Dido, die durch ihren hinterhältigen Bruder Pygmalion vor Jahren ihren Mann verlor und mit dessen Schätzen lange auf der Flucht war, spürt vom ersten Augenblick an eine tiefe Zuneigung zu Äneas. Diese wird, nicht zuletzt durch göttliche Einmischung, zum verzehrenden Feuer. Beklommen gesteht Dido der Schwester ihre Leidenschaft. Anna erkennt, was auch die Königin weiß: Durch die Verbindung mit Äneas und durch die Aufnahme der Trojaner würden beide Völker in dieser Welt voll Gefahren besser bestehen können. Andererseits hat Dido vor aller Welt verkündet, sie werde nie mehr heiraten. Sie gilt als heilige Witwe. Die Werbung des mächtigen afrikanischen Königs Jarbas, dem sie tributpflichtig ist, hat sie aus diesem Grund ausgeschlagen. Auch Äneas liebt Dido. Monate dauert das Glück der beiden, da reißt plötzlich ein göttlicher Ruf, von Merkur überbracht, Äneas aus seinen Träumen. Er eröffnet ihm, dass es ihm bestimmt sei, im fernen Italien ein eigenes Reich zu errichten und nicht als Knecht einer Frau Karthago zu gründen. Äneas löst sich allmählich von Dido. Er geht wieder zu den Gefährten und rüstet heimlich zur Abfahrt. Als Dido schließlich von der Abfahrt der Trojaner erfährt, bleibt ihr nur noch die Verzweiflung. Nach langer Fahrt landen die Trojaner an einer unbekannten Küste. Unweit des Strandes findet Äneas trojanische Waffen, und während er in ihnen die Grabbeigaben seines toten Vaters erkennt, umringt ihn eine Schar von Jünglingen und jungen Mädchen, die sich als Trojaner ausgeben. Erschüttert erkennt er in ihnen jene nunmehr herangewachsenen Kinder, die er damals in Troja retten und seinem Freund Akestes anvertrauen konnte. Akestes und seine Frau haben sie wie leibliche Eltern aufgezogen. Sie leben hier in einem blühenden Land ohne Krieg, und die Sehnsucht der Gefährten des Äneas, ebenfalls hier zu bleiben, wird so groß, dass die Frauen die Schiffe in Brand setzen. Äneas ist ratlos und sucht die Pforten der Unterwelt, um seinen toten Vater Anchises zu treffen. Vorbei an der Sibylle, die die Schicksalsblätter zu ordnen versucht, gerät er unbehelligt in die Unterwelt, denn ein anderer, der getreue Misenius, hat soeben unwissentlich jenes Opfer für ihn gebracht, ohne das man nicht lebendig hinunter gelassen werden kann. Auf der Suche nach seinem verschwundenen Herrn hat er im Hain der Proserpina den goldenen Zweig abgebrochen und starb auf der Stelle. Im Reich der Schatten begegnen Äneas viele Gestalten, die er noch lebend gesehen hat, auch seinen toten Vater. Dieser erteilt ihm die Weisung, weiterzufahren, damit ein neues Reich, eine neue Stadt entstehe und die Verheißung erfüllt werde. Die Hoffnung des Äneas auf ein friedliches Zusammenleben mit den Latinern scheint sich zu erfüllen. Nur Amata, Latinus' Frau, bleibt weiterhin misstrauisch. Sie will ihre Tochter keinem Fremden geben, wie es die Weissagung des Faun dem Latinus vorschreibt, zumal Lavinia von ihr bereits dem Turnus zugedacht ist. Während Äneas das Innere des Landes erkundet und den weisen Euander aufsucht, um sich endlich über seine Bestimmung klar zu werden, hetzt Amata eine Reihe von Frauen auf, Lavinia mit in den Wald zu nehmen und in einem wilden Bacchanal das Mädchen Dionysos zu weihen, um damit einer künftigen Verbindung mit dem Fremden zuvorzukommen. Die zwietrachtsäende Furie Allekto verwirrt auf Junos Geheiß dem Rutulerfürsten Turnus die Sinne und lässt ihn vor Schmerzen in einen wahnsinnigen Zorn verfallen. Als Askanius auf der Jagd ahnungslos die heilige Hirschkuh der Lavinia tötet, gibt das den äußeren Anlass der Feindseligkeiten und des Blutvergießens zwischen Latinern und Trojanern. Die Trojaner ziehen sich, auf ihren König Äneas wartend, in ihr Lager zurück. Die Jünglinge Euryalus und Nisus versuchen nachts einen Ausbruch, um Äneas zu warnen, erliegen jedoch der Übermacht der Latiner. Als Äneas mit Pallas, dem Sohn des Euander, der ihm gefolgt ist, zurückkehrt, sieht er sich gleich in die Kämpfe verwickelt. Mezentius überfällt den Nichtsahnenden. Äneas verwundet ihn tödlich und muss auch noch seinen sinnlos auf ihn einstürzenden Sohn Lausus töten. Pallas wird von der Kriegerin Camilla rücklings niedergeschossen und tötet sie sterbend selber. Da schlägt Turnus vor, Äneas im Zweikampf entgegenzutreten, um das sinnlose Blutvergießen zu beenden. Der Sieger soll bestimmen, was geschieht. Äneas befiehlt seinem Sohn Askanius, im Falle seines Todes ins Land des Akestes zurückzufahren. Im anderen Fall aber verpflichtet er sich schon jetzt, als Latiner in Latium weiterzuleben und die Sitten und Gebräuche der Urbevölkerung zu achten, denn sein Sieg würde ihm beweisen, dass hier die Urheimat seiner Väter, das Land der Verheißung ist. So treten sich Äneas und Turnus zum Kampf um Leben und Tod gegenüber.

## DVD-Veröffentlichung
Die Äneis erschien am 30. September 2022 bei Fernsehjuwelen (ca. 313 Min., zwei DVDs).